# Banjol
Banjol est une localité de Croatie située sur l'île de Rab et dans la municipalité de Rab, comitat de Primorje-Gorski Kotar. En 2001, la localité comptait 1 971 habitants.

## Démographie
| 1948 | 1953  | 1961  | 1971  | 1981  | 1991  | 2001  |
| ---- | ----- | ----- | ----- | ----- | ----- | ----- |
| 941  | 1 217 | 1 239 | 1 530 | 1 677 | 1 945 | 1 971 |